# Parafia bł. Honorata Koźmińskiego w Będzinie-Grodźcu
Parafia bł. Honorata Koźmińskiego w Będzinie-Grodźcu – rzymskokatolicka parafia, położona w dekanacie będzińskim – św. Jana Pawła II, diecezji sosnowieckiej, metropolii częstochowskiej w Polsce. Utworzona w 1990 roku. Obsługiwana jest przez księży diecezjalnych.